# 山内順仁
山内 順仁（やまうち よりひと、1959年1月31日 - 2025年7月31日）は、千葉県生まれ倉敷市育ちの日本の男性写真家。モデル・タレントの山内乃理子は元妻。

## 経歴
- 1959年1月31日 - 千葉県生まれ
- 1979年 - 東京写真専門学校 商業写真科 優等賞受賞にて卒業
- 1982年 - 武藤義の師事を経て事務所設立
- 2001年 - Official web site設立
- 2007年 - Official mobile site発信開始（ソニー・デジタル・エンタテインメント・サービス運営）
- 2010年 - アルテレックス株式会社に社名変更（2月3日）
- 2019年 - 日本広告写真家協会 APA AWARD 2019 写真作品部門入選 title『Parallel World』
- 2025年7月31日 - 死去[1]。66歳没。

## 主な作品
- 1985.05.20　　桂木文　『photo essay』　スコラ
- 1985.06.15　　SALLY　『サリィ写真集　め でてぇんだよ。』　実業之日本社
- 1987.09.01　　杉本彩　『ON SHORE海風にgood-bye』　ワニブックス
- 1988.12.01　　尾崎豊　『WORKS』　CBSソニー出版
- 1988.12.10　　渡辺美奈代　『Look at！』　ワニブックス
- 1989.04.01　　網浜直子　『Uni-Sex-網浜直子写真集』　ワニブックス
- 1990.03.01　　吉田栄作　『MURPHT'S LAW』　ファンハウス
- 1990.11.15　　ribbon　『Heaven』　近代映画社
- 1991.02.15　　吉田栄作　『MURPHT'S LAW2』　ファンハウス
- 1991.03.20　　田中美奈子　『INCARNATION　華身』　ワニブックス
- 1991.04.20　　酒井法子　『Comme le Cinema』　学習研究社
- 1991.09.01　　酒井法子　『ZEPHYROS～酒井法子in Greece～』　ワニブックス
- 1991.10.01　　高岡早紀　『Private dreams』　ワニブックス
- 1991.10.03　　瀬野あづさ　『予感　瀬野あづさ写真集』　ワニブックス
- 1991.12.01　　チェッカーズ　『SEVEN』　ソニー・マガジンズ
- 1992.02.01　　SISTER'S NO FUTURE　『SISTER'S NO FUTURE Ⅲ』　ワニブックス
- 1992.02.25　　CoCo　『COCO』　ワニブックス
- 1992.04.01　　武田久美子　『Ciao Bella!』　ワニブックス
- 1992.09.10　　酒井法子　『sentire,』　ワニブックス
- 1992.10.01　　尾崎豊　『MEMORIAL』　ソニー・マガジンズ
- 1992.12.01　　吉川晃司　『A MAN IN TROUBLE』　ソニー・マガジンズ
- 1993.01.01　　高橋里華　『from Riverside』　ワニブックス
- 1993.04.01　　チェッカーズ　『Complete the Checkers』　ソニー・マガジンズ
- 1993.06.10　　C.C.ガールズ　『浮世絵ロマン』　扶桑社
- 1993.07.10　　クレア　『FIORITA QLAIR』　近代映画社
- 1993.09.07　　大野幹代　『NOVA LUNA』　ワニブックス
- 1994.02.28　　中村れい子　『a stray beauty』　竹書房
- 1994.07.09　　今村雅美　『ファースト・キッス』　CBSソニー出版
- 1994.09.10　　中条リザ　『ローリポップ』　ぶんか社
- 1994.12.01　　山内順仁　『フォルム・デ・エロス　エロスの肖像　山内順仁作品集』　風雅書房
- 1995.10.01　　笠原弘子　『36.5℃ー笠原弘子フォト＆エッセイ』　ムービック
- 1996.04.01　　かとうれいこ　『RK/LA-Reiko Kato song and photo』　タイガーエンタープライズ
- 1996.06.21　　宇都宮隆　『Strange Daze』　ソニー・マガジンズ
- 1996.10.10　　山田まりや　『PuRuRun!!』　近代映画社
- 1996.10.26　　氷上恭子　『one』　ムービック
- 1997.02.01　　松田千奈　『DESIRE』　TIS
- 1997.04.01　　渡辺美奈代　『Egoist』　ワニブックス
- 1997.07.20　　仲間由紀恵　『仲間由紀恵ファースト写真集　Pastel』　近代映画社
- 1997.11.01　　増田未亜　『Mia X Moreー増田未亜写真集』　バウハウス
- 1997.11.30　　三瀬真美子　『Are!』　近代映画社
- 1998.01.01　　鈴木史華　『Seduction 75021』　リアル
- 1998.03.30　　山田まりや　『CROSS ROAD』　音楽専科社
- 1998.05.05　　かとうれいこ　『FRAGILE　ラスト写真集』　マイストロ
- 1998.06.01　　岬たかこ　『STREAM』　ティアイエス
- 1998.06.01　　千春　『チハル。－千春写真集』　マイストロ
- 1998.07.01　　中山博子　『reminiscence 追憶ー中山博子ファースト写真集』　ゲオ
- 1998.07.01　　本杉美香（C.C.ガールズ）　『Ardent Love in Rota』　フォレスト出版
- 1998.08.05　　尾崎豊　『Naked』　マイストロ
- 1998.09.01　　山田まりや　『ＭＡＲＩＹＡ　ＭＡＲＩＹＡ』　フォレスト出版
- 1998.09.01　　山田まりや　『Mariya2』　フォレスト出版
- 1998.09.10　　森ひろこ　『Rhythmic pendulum』　フォレスト出版
- 1998.10.01　　宇都宮隆　『彼女　大型本』　ソニー・マガジンズ
- 1998.11.10　　佐藤藍子　『La verite』　祥伝社
- 1998.12.01　　笠原弘子　『GRADATION/グラデーション』　ムービック
- 1998.12.10　　宇都宮隆　『彼女』　ソニー・マガジンズ
- 1998.12.10　　宇都宮隆　『彼女Ⅱ』　ソニー・マガジンズ
- 1999.01.01　　片岡鶴太郎　『当意即妙　大型本』　マイストロ
- 1999.03.01　　安西ひろこ　『PLEASURE BLUE　安西ひろこ写真集』　ぶんか社
- 1999.04.07　　坂本三香　『Charm eye』　ソフトガレージ
- 1999.05.01　　そめやゆきこ　『Purple Haze』　ワニブックス
- 1999.08.01　　鈴木早智子　『trentaine』　ティアイエス
- 1999.11.10　　辺見えみり　『辺見えみり写真集』　ワニブックス
- 2000.07.01　　北川弘美　『Hiromi is』　近代映画社
- 2001.01.01　　久我陽子　『久我陽子フォト＆エッセイ』　バウハウス
- 2001.11.07　　千葉麗子　『Chibarei』　アクアハウス
- 2001.12.01　　片岡鶴太郎　『そして風の旅はつづく  片岡鶴太郎アジアの旅と作品集』　テレビ朝日事業局出版
- 2002.04.26　　ヒクソン・グレイシー　『RICKSON GRACIE 21st CENTURY WARRIOR'S SPIRIT Rickson Gracie写真集』　ブックマン社
- 2002.06.01　　青山朱里　『Shu-ri』　ブックマン社
- 2002.07.31　　白鳥智恵子　『Sirene』　集英社
- 2002.08.01　　平石一美　『Paradisー平石一美写真集』　インフォレスト
- 2003.11.05　　青田典子　『aimeーmoi』ブックマン社
- 2004.03.01　　加藤晶子　『COOKIE GIRL』　アスコム
- 2004.05.26　　瀬野あづさ　『LEGENDE』　ワニブックス
- 2004.08.01　　竹之内ゆりあ　『スミレ色の旋律』　彩文館出版
- 2004.10.15　　南野陽子　『FLOWERS 南野陽子写真集』　集英社
- 2004.10.22　　升水美奈子　『KISS THE ANGEL』　竹書房
- 2004.12.01　　夏目理緒　『YURARI－夏目理緒写真集』彩文館出版
- 2005.06.20　　安藤美姫・荒川静香etc　『Fate女子フィギュアオフィシャル写真集』　ワニブックス
- 2005.08.04　　河村隆一 Tourbillon　『Tourbillon』　シンコーミューージック
- 2006.12.01　　秋山成勲　『秋山　秋山成勲写真集』　東京ニュース通信社
- 2008.07.04　　エデン・K・プロジェクト　『男子幻想ーエデン』　竹書房
- 2013.06.24　　青山愛子etc　『Some Girls 青山愛子etc厳選美女7人のすべて』　ワニブックス
- 2014.07.10　　可愛かずみ　『KAZUMI KAWAI』　竹書房
- 2015.11.25　　赤根京　『scarlet』　彩文館出版
- 2017.04.07　　尾崎豊　『Forget Me Not』　宝島社
- 2017.10.26　　尾崎豊　『 I LOVE YOU』　宝島社
- 2018.05.26　　中島史恵　『Cinqante!』　双葉社